# Оромо (язык)

Афразийские языки

Оромо, также галла (самоназвание — Afaan Oromoo) — язык кушитской ветви афразийской языковой макросемьи. Распространён в восточной части северной Африки, в районе полуострова Сомали, Эфиопии и северной части Кении. Он является родным у приблизительно 25 миллионов человек (в основном — оромо).
Ранее по отношению как к народу, так и к языку применялся термин «галла», однако в современной литературе он не используется.

## Письменность
Оромо в основном использует немного модифицированный латинский алфавит под названием Qubee, однако применяется и арабский алфавит. В прошлом применялся эфиопский алфавит.
Эфиопское письмо к языку оромо (с учётом четырех смыслоразличительных тонов) было адаптировано в 1977 году и использовалось вплоть до 1991 года. На оромо выходит периодика: с 1976 года еженедельник «Berissa» (Рассвет). Однако ещё в 1970 году о переходе на латиницу (Oromiffa) по примеру сомалийцев заявил повстанческий Либеральный фронт оромо (OLF; Adda Bilisummaa Oromoo). В настоящее время в Эфиопии издаётся газета «Oromiya».
В 1956 году близ эфиопского города Харэр шейх Бакри Сапало сочиняет силлабарий, структурно близкий эфиопскому, базовые знаки и огласовки которого были изобретены самостоятельно.
Современный алфавит оромо: A a, B b, Ch ch, C c, D d, Dh dh, E e, F f, G g, H h, I i, J j, K k, L l, M m, N n, Ny ny, O o, P p, Ph ph, Q q, R r, S s, Sh sh, T t, X x, U u, W w, Y y, Z z, '.

## Диалекты
Оромо является диалектным континуумом; не все его диалекты взаимно понятны, поэтому оромо не всегда признается единым языком. Так, авторы атласа Ethnologue, считающие оромо макроязыком, выделяют в его составе следующие языки:
- борана-арси-гуджи,
- восточный оромо,
- орма,
- западно-центральный оромо.

## Социолингвистические характеристики
На протяжении долгого времени оромо использовался исключительно в бытовой сфере. Однако с 1991 года язык приобрел официальный статус в регионе Оромия в Эфиопии и в настоящее время используется там как язык образования и судопроизводства; его преподают как предмет и используют как язык обучения в начальных и средних школах, а также в различных университетах Эфиопии, в частности, в университетах Аддис-Абебы, Джиммы, Харемайя и Рифт-Вэлли.
В Кении радиовещание на языке Оромо (на диалекте Борана) на радиостанции «Voice of Kenia» велось как минимум с 1980-х.

## Типологические характеристики

### Выражение грамматических значений
Оромо является синтетическим языком. Грамматические значения выражаются в основном суффиксами; реже используются приставки. Глагол выражает до 6—7 категорий с помощью богатой аффиксальной морфологии:
| súura                                               | ifi       | namaa-f        | hin-xánnu           |
| фотография                                          | себя: GEN | 'кто-либо'-DAT | NEG-давать:1SG:IMPF |
| «Я никому не даю свою фотографию (фотографию себя)» |           |                |                     |

| inni                                                                                                 | kan-ᶑiyoo   | fag-eess-e-e           | ilaal-a        |
| он: NOM                                                                                              | COMP-близко | далеко-CAUS3-3M:PF-CON | видеть-3M:IMPF |
| «Он близорукий» / буквально: «Он видит то, что расположено близко, так, как если бы оно было далеко» |             |                        |                |

| áni      | manáa | n-jír-a           |
| я        | дом   | 1SG-быть-1SG:IMPF |
| «Я дома» |       |                   |

Помимо аффиксов, присутствует ограниченное число клитик:
| ní=                                                         | gad=  | déem- | acci-     | siis- | t- | aníi- | n    |
| FOC=                                                        | вниз= | идти- | SUBJREFL- | CAUS- | 2- | PL-   | INST |
| «Вы заставляете (кого-то) принести (это) для его же пользы» |       |       |           |       |    |       |      |

### Границы между морфемами
В работах по оромо встречается классификация этого языка как агглютинативного. Морфемы в оромо, однако, преимущественно кумулятивны, что позволяет говорить о его флективности: так, корень существительного выражает в большинстве случаев его род, корень прилагательного — число (множественное число образуется с помощью редупликации первого слога корня); кумулятивно и большинство суффиксов в глагольной флексии:
| díim-aa       | díim-tuu      | diddíim-aa (или: dimdíim-aa) | diddíim-tuu   |
| красный: SG-M | красный: SG-F | красный: PL-M                | красный: PL-F |
| красный       | красная       | красные (м.)                 | красные (ж.)  |

| muk-ni                         | Tolasaa-tiin | mur-am-e             |
| дерево-NOM                     | Толаса-INST  | рубить-PASS-3SG:M:PF |
| «Дерево было срублено Толасой» |              |                      |

Фонологические явления на стыках морфем присутствуют, но являются регулярными; например, /l/ и /r/ ассимилируют следующий за ними /n/:
| baal            | + | ni  | → | báal-li  |
| лист            |   | NOM |   | лист-NOM |
| ‘лист (дерева)’ |   |     |   |          |

| jir        | + | na       | → | jír-ra        |
| жить       |   | 2PL:IMPF |   | жить-2PL:IMPF |
| «мы живём» |   |          |   |               |

Возможно присоединение нескольких показателей одной и той же грамматической категории, в частности, при образовании множественного числа имен (показатель множественного числа в оромо не является обязательным и используется лишь тогда, когда важно показать множественность; имя в форме единственного числа может отсылать как к одной сущности, так и к множеству):
| man-oota | mann-een-ota | mann-een-otaa-wwan |
| дом-PL   | дом-PL-PL    | дом-PL-PL-PL       |
| «дома́»   |              |                    |

### Маркирование

#### Маркирование в именных группах
В посессивной именной группе маркирование — зависимостное; показатель генитива присоединяется к последнему слову в именной группе:
| bif-níi                       | sárée       | fakkóotaa      |
| цвет-NOM                      | собака: GEN | быть уродливым |
| «Цвет этой собаки неприятный» |             |                |

| bif-níi                                | sárée  | gúddóo  | suní     | fakkóotaa      |
| цвет-NOM                               | собака | большой | тот: GEN | быть уродливым |
| «У той большой собаки неприятный цвет» |        |         |          |                |

При этом неконечный посессор (то есть такой, у которого тоже имеется посессор) не маркируется:
| abáa                                      | jaalá | namiccá | suní     | him-béexu     |
| отец                                      | друг  | человек | тот: GEN | NEG-знать:1SG |
| «Я не знаком с отцом друга того человека» |       |         |          |               |

#### Маркирование в предикации
В предикации преобладает зависимостное маркирование (зависимое имеет показатели числа и падежа); присутствует элемент вершинного маркирования: глагол имеет показатель лица, числа, а также рода подлежащего в третьем лице единственного числа (как правило, кумулятивный). Показатели творительного и бенефактивного дательного падежей присоединяются к зависимым и может присоединяться к вершине:
| k’oottoo                               | c’ap-t’uu-n    | muxa   | fottee-se          |
| топор                                  | ломать-F-INSTR | дерево | разрубить-3SG:M:PF |
| «Он разрубил дерево сломанным топором» |                |        |                    |

| ibidda                                      | angafa         | xanaa-f  | d’aam-see-f         |
| огонь                                       | старший (брат) | этот-DAT | тушить-3SG:M:PF-DAT |
| «Он потушил огонь для этого старшего брата» |                |          |                     |

### Ролевая кодировка
В оромо аккузативная ролевая кодировка. Особенностью оромо является именительный и винительный падежи без показателя (иногда они объединяются под названием «абсолютивный падеж», хотя этот термин обычно применяется в отношении эргативных языков):
| gurbaa-n         | fiig-e       |
| мальчик-NOM      | бежать-3M:PF |
| «Мальчик убежал» |              |

| gurbaa-n                | muka   | kut-e        |
| мальчик-NOM             | дерево | рубить-3M:PF |
| «Мальчик срубил дерево» |        |              |

| inni              | mana | ijaar-e       |
| он: NOM           | дом  | строить-3M:PF |
| «Он построил дом» |      |               |

| man-ni       | gub-at-e         |
| дом-NOM      | гореть-MID-3M:PF |
| «Дом сгорел» |                  |

## Лингвистические черты

### Фонетика и фонология
В оромо, как и в многих других афроазиатских языках, присутствуют эйективные согласные; более редкой фонологической особенностью является присутствие имплозивного ретрофлексного взрывного [ᶑ]. Фонемы /p/, /v/, /z/ встречаются только в недавно заимствованных словах.
Оромо — язык с музыкальным ударением. Ударение может стоять на предпоследнем или последнем корневом слоге. Оно используется как морфологическое средство — например, как показатель родительного падежа на конечном слоге последнего слова в посессивной именной группе (вместе с удлинением гласной в этом слоге):
| mana          | namáa        |
| дом           | мужчина: GEN |
| «дом мужчины» |              |

| mana          | qotúu       |
| дом           | фермер: GEN |
| «дом фермера» |             |

Геминация, как и в других афроазиатских языках (берберских, семитских), может быть смыслоразличительной, например: badaa — «плохой», baddaa — «высокогорье».

### Морфология
В оромо представлена падежная система с основными падежами (именительный, родительный, дательный, винительный, творительный падеж, локатив, аблатив). Особенностью оромо является то, что падежом без показателя является не именительный, а винительный.
В глагольном словоизменении основное различие делается между перфектом и имперфектом; присутствует форма для выражения плана настоящего времени в сложноподчиненных предложениях, юссива и отрицания в настоящем времени, а также отдельная форма императива. Существует несколько классов спряжения. От глагольной основы могут образовываться пассив, каузатив, средний залог и фреквентатив.

### Порядок слов
Преобладающим порядком слов в оромо является SOV (подлежащее—дополнение—сказуемое). Глагол стоит на последнем месте; в постпозиции возможна одна составляющая глагольной группы, маркируемая интонационно (паузой и понижением тона):
| d’úfé,             | inníi |
| приходить:3SG:M:PF | он    |
| «Он пришёл»        |       |

| ní-m-beexa,           | akka | inníi | behe             |
| FOC-1SG-знать: PF     | что  | он    | уходить:3SG:M:PF |
| «Я знаю, что он ушёл» |      |       |                  |

Порядок слов, расположенных в предложении до глагола, достаточно свободен.

## Википедия на языке оромо
Существует раздел Википедии на языке оромо («Википедия на языке оромо»), первая правка в нём была сделана в 2002 году. По состоянию на 19:15 (UTC) 10 июля 2025 года раздел содержит 1947 статей (общее число страниц — 5393); в нём зарегистрировано 12 417 участников, один из них имеет статус администратора; 16 участников совершили какие-либо действия за последние 30 дней; общее число правок за время существования раздела составляет 44 815.

### Грамматика
- Ali, Mohamed; Zaborski, A. Handbook of the Oromo Language (неопр.). — Wroclaw, Poland: Polska Akademia Nauk, 1990. — ISBN 83-04-03316-X. (недоступная ссылка)
- Griefenow-Mewis, Catherine; Tamene Bitima. Lehrbuch des Oromo (неопр.). — Köln: Rüdiger Köppe Verlag, 1994. — ISBN 3-927620-05-X. (недоступная ссылка)
- Griefenow-Mewis, Catherine. A Grammatical Sketch of Written Oromo (Language and dialect atlas of Kenya, 4.) (англ.). — Köln, Germany: Rüdiger Köppe Verlag, 2001. — ISBN 3-89645-039-5. (недоступная ссылка)
- Heine, Bernd. The Waata Dialect of Oromo: Grammatical Sketch and Vocabulary (англ.). — Berlin: Dietrich Reimer, 1981. — ISBN 3496001747.
- Hodson, Arnold Weinholt[англ.]. An elementary and practical grammar of the Galla or Oromo language (англ.). — London: Society for Promoting Christian Knowledge, 1922.
- Owens, Jonathan. A Grammar of Harar Oromo (неопр.). — Hamburg: Buske, 1985. — ISBN 3871187178.
- Praetorius, Franz. Zur Grammatik der Gallasprache (неопр.). — Hildesheim; New York: G. Olms, 1973. — ISBN 3-487-06556-8.
- Roba, Taha M. Modern Afaan Oromo grammar : qaanqee galma Afaan Oromo (сомал.). — Bloomington, IN: Authorhouse[англ.], 2004. — ISBN 1-4184-7480-0.
- Stroomer, Harry. A comparative study of three Southern Oromo dialects in Kenya (англ.). — Hamburg: Helmut Buske Verlag, 1987. — ISBN 3-87118-846-8. (недоступная ссылка)
- Tolemariam Fufa. A Typology of Verbal Derivation in Ethiopian Afro-Asiatic Languages. — Utrecht: LOT, 2009. — 220 p. — ISBN 978-94-6093-013-3.

### Словари
- Bramly, A. Jennings. English-Oromo-Amharic Vocabulary (неопр.). — [Typescript in Khartoum University Library], 1909.
- Foot, Edwin C. An Oromo-English, English-Oromo dictionary (англ.). — Cambridge University Press (repr. Farnborough, Gregg), 1968. — ISBN 0-576-11622-X.
- Gragg, Gene B. et al. (ed., 1982) Oromo Dictionary. Monograph (Michigan State University. Committee on Northeast African Studies) no. 12. East Lansing, Mich. : African Studies Center, Michigan State Univ.
- Mayer, Johannes. Kurze Wörter-Sammlung in Englisch, Deutsch, Amharisch, Oromonisch, Guragesch, hrsg. von L. Krapf (нем.). — Basel: Pilgermissions-Buchsdruckerei St. Chrischona, 1878.
- Tamene Bitima. A dictionary of Oromo technical terms. Oromo - English (англ.). — Köln: Rüdiger Köppe Verlag, 2000. — ISBN 3-89645-062-X. (недоступная ссылка)
- Stroomer, Harry. A concise vocabulary of Orma Oromo (Kenya) : Orma-English, English-Orma (англ.). — Köln: Rudiger Köppe, 2001.
- Tilahun Gamta. Oromo-English dictionary (неопр.). — Addis Ababa: University Printing Press, 1989.

### Другие научные работы
- Kula Kekeba Tune, Vasudeva Varma. Oromo-English Information Retrieval Experiments at CLEF 2007 (англ.) // CLEF 2007 Working Notes. — 2007. Архивировано 24 декабря 2016 года.